# Elecciones municipales de 1979 en Sevilla
Las elecciones municipales de 1979 fueron las primeras elecciones municipales de la democracia española, se celebraron en Sevilla el martes, 3 de abril, de acuerdo con el Real Decreto de convocatoria de elecciones locales en España dispuesto el 26 de enero de 1979 y publicado en el Boletín Oficial del Estado el día 27 de enero. Se eligieron los 31 concejales del pleno del Ayuntamiento de Sevilla mediante un sistema proporcional con listas cerradas y un umbral electoral del 5%.
A pesar de la victoria del UCD en las elecciones, un acuerdo de gobierno entre el PSA, PSOE-A y PCE permitieron que el PSA y su candidato Luis Uruñuela se convirtieran en el primer alcalde electo de Sevilla desde la segunda república.

## Resultados
Los resultados completos se detallan a continuación:
| Candidatura     | Candidatura                                                                                | Voto Popular | Voto Popular                   | Concejales                     |
| Candidatura     | Candidatura                                                                                | Votos        | %                              | Total                          |
| --------------- | ------------------------------------------------------------------------------------------ | ------------ | ------------------------------ | ------------------------------ |
|                 | Unión de Centro Democrático (UCD)                                                          | 65 725       | 27,13                          | 9                              |
|                 | Partido Socialista Obrero Español de Andalucía (PSOE-A)                                    | 60 116       | 24,81                          | 8                              |
|                 | Partido Socialista de Andalucía (PSA)                                                      | 56 957       | 23,51                          | 8                              |
|                 | Partido Comunista de España (PCE)                                                          | 44 704       | 18,45                          | 6                              |
|                 |                                                                                            |              |                                |                                |
|                 | Partido del Trabajo de Andalucía (PTA)                                                     | 3 747        | 1,55                           | 0                              |
|                 | Coalición Democrática (CD)                                                                 | 2 850        | 1,18                           | 0                              |
|                 | Fuerza Nueva (FN)                                                                          | 2 243        | 0,93                           | 0                              |
|                 | Organización Comunista de España (Bandera Roja) (OCE-BR)                                   | 1 745        | 0,72                           | 0                              |
|                 | Partido Comunista Obrero Español (PCOE)                                                    | 1 576        | 0,65                           | 0                              |
|                 | Unificación Comunista de España (UCE)                                                      | 982          | 0,41                           | 0                              |
|                 | Partido Socialista Obrero Español Histórico (PSOE (H))                                     | 891          | 0,37                           | 0                              |
|                 | Liga Comunista Revolucionaria (LCR)                                                        | 456          | 0,19                           | 0                              |
|                 | Movimiento Comunista de Andalucía - Organización de Izquierda Comunista de Andalucía (MCA) | 290          | 0,12                           | 0                              |
|                 | Organización Revolucionaria de los Trabajadores (ORT)                                      | 0            | 0                              | 0                              |
| Votos en blanco | Votos en blanco                                                                            | 0            | 0                              | n/a                            |
| Votos vàlidos   | Votos vàlidos                                                                              | 242 282      | 100,00                         | 31                             |
| Votos nulos     | Votos nulos                                                                                | 1 545        | Participación:\| \| 56.98 % \| | Participación:\| \| 56.98 % \| |
| Votantes        | Votantes                                                                                   | 243 827      | Participación:\| \| 56.98 % \| | Participación:\| \| 56.98 % \| |
| Electores       | Electores                                                                                  | 427 951      | Participación:\| \| 56.98 % \| | Participación:\| \| 56.98 % \| |
|                 | 56.98 %                                                                                    |              |                                |                                |